# 亲政
親政、归政，或称之为亲裁大政，是一種君主制政體下的政治制度，字面意義為君主親理政事。一般指即位時年齡幼小或無力親自掌理政務的君主，在成年或具備足夠條件後開始親自處理政事。反之，他人代理政事则称为摄政、训政。

## 概要
君主親政前可能由其母后臨朝稱制，或由皇族近親、顧命大臣或權臣監國或攝政。君主即位時若年齡尚幼，屆齡親政時一般會舉行大婚，或先大婚後始行親政，有時兼有君主個人成年禮的意義。
君主屆齡或具備親政條件後，若原執政者未能或不願交還權力，則可能發生政治鬥爭或流血政變，例如1651年中國清朝順治帝對多爾袞的清算，以及1669年康熙帝除去鰲拜的政變。光緒帝於1889年大婚後親政，但1898年百日維新後又被軟禁，是君主親政後又失去权力的例子。八旬高龄的乾隆帝的禅位，则是另一类特殊的例子。他在内禅于其子嘉庆帝时，时年三十五岁的嘉庆帝和大臣皆要求推迟归政。实际上，乾隆帝至死仍牢牢掌握最高权力。
伊拉克哈希姆王朝的費薩爾二世1939年即位時不滿4歲，由其叔父阿布杜勒·伊拉擔任攝政王。1953年，18歲的費薩爾二世宣布親政，但由於對政治不感興趣，阿布杜勒·伊拉繼續以親密顧問的形式協助姪兒治國，直到1958年政變、叔姪倆雙雙遇害為止。